# Cavaleiro mecânico de Leonardo

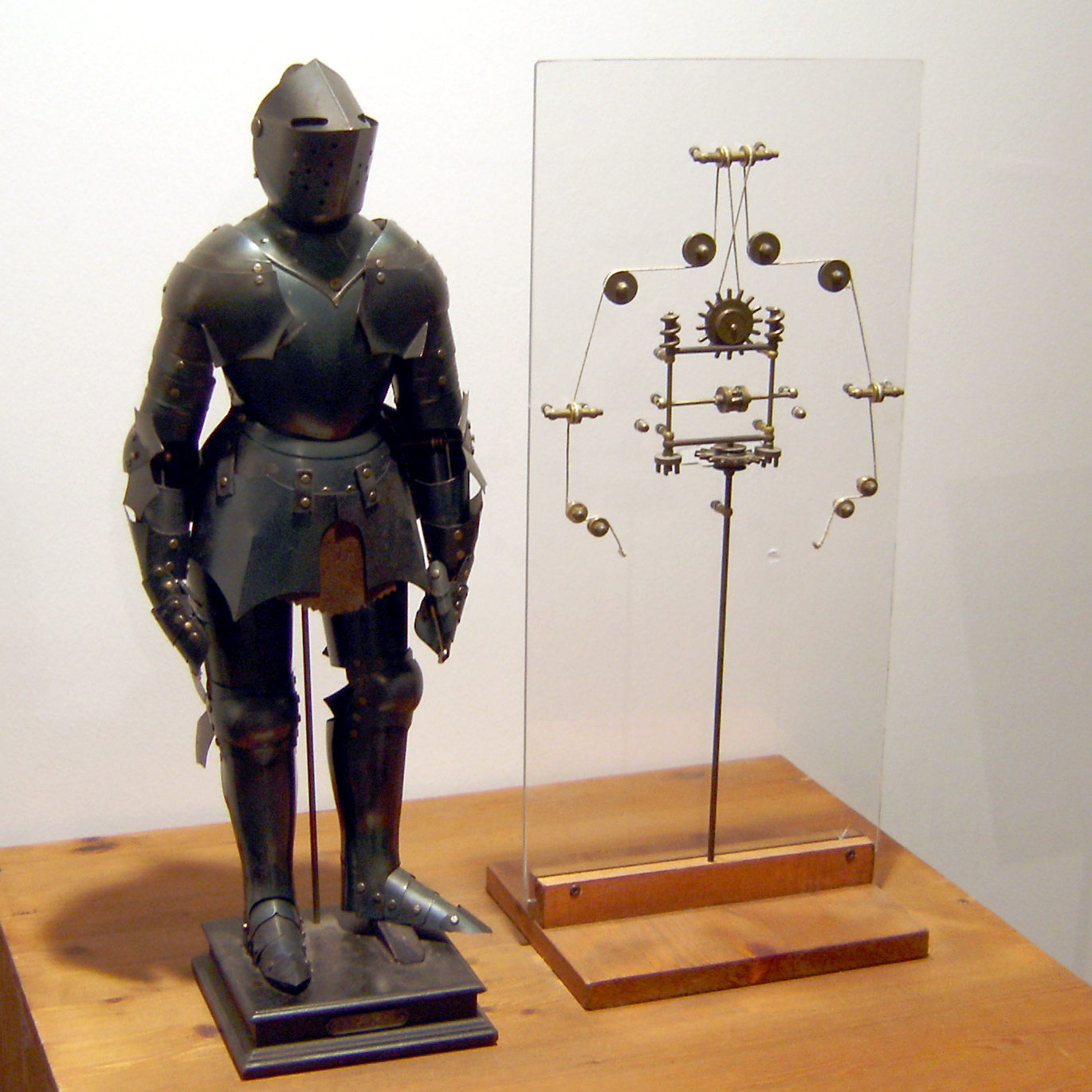
Modelo do robô de Leonardo mostrando seu funcionamento interno, em exposição em Berlim

Robô de Leonardo (ou cavaleiro mecânico de Leonardo) foi um autômato humanoide desenhado e possivelmente construído por Leonardo da Vinci por volta do ano 1495.
Anotações sobre o design do robô aparecem em cadernos que foram redescobertos na década de 1950. É dito que Leonardo apresentou a máquina em uma celebração organizada por Ludovico Sforza no tribunal de Milão em 1495. Todo o sistema robótico era operado por uma série de roldanas e cabos. Desde a descoberta do caderno, o robô foi construído fielmente com base no design de Leonardo e descobriu-se que é totalmente funcional.
O robô é descrito como sendo coberto por uma armadura medieval alemã-italiana, e é capaz de fazer vários movimentos parecidos com humanos. Ele é parcialmente resultado da pesquisa anatômica de Leonardo no cânone das proporções, conforme descrito no Homem Vitruviano.

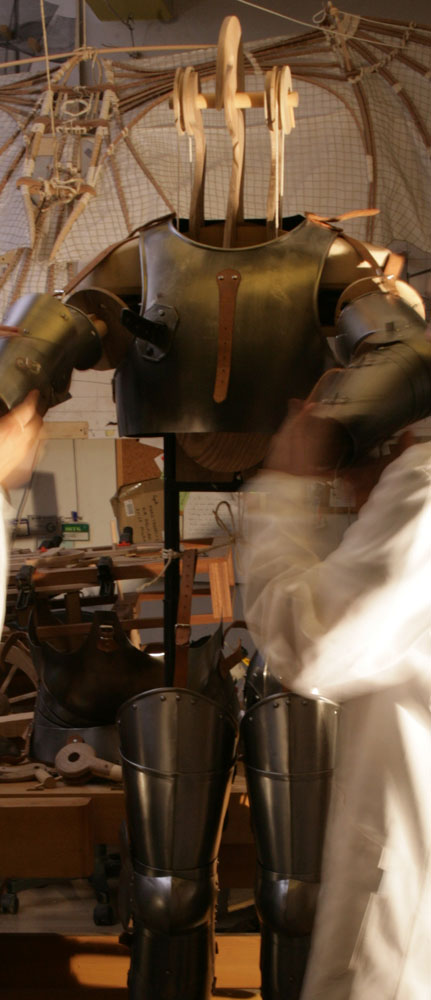
Uma reconstrução moderna do robô de Leonardo da Vinci nos laboratórios Leonardo3, em 2007